# Johann Friedrich Adam
Johann Friedrich Adam, después llamado Johann Michael Friedrich Adams (Moscú, 30 de juniojul./ 11 de julio de 1780greg.-Vereya, 1 de juliojul./ 13 de julio de 1838greg.) fue un botánico ruso (de origen alemán), de San Petersburgo.

## Biografía
Adam hizo sus estudios entre 1795 y 1796 en la Escuela médica de San Petersburgo. Durante los años 1800 y 1802 viajó por Transcaucasia formando parte del séquito del Conde Apollo Mussin-Pushkin. Después fue al frente de una misión del Conde Juri Alexandrowich Golowkin a China siendo el zoólogo del grupo. La misión fracasó y fue enviado a Yakutsk. En los años 1805 y 1806 viajó a lo largo del río Lena donde encontró un Mamut.
Los últimos años de su vida trabajó de enseñante como asistente del profesor de Botánica en la Academia Médico-Quirúrgica de Moscú.

## Epónimos
Géneros
- (Hyacinthaceae) Adamsia Willd.[1]
- (Rosaceae) Adamsia Fisch. ex Steud.[2]

Especies
- (Asteraceae) Artemisia adamsii Besser[3]
- (Brassicaceae) Draba adamsii Ledeb.[4]
- (Lamiaceae) Scutellaria adamsii A.Ham.[5]
- (Scrophulariaceae) Antirrhinum adamii Willd. ex Ledeb.[6]

## Obra
- Decades quinque novarum specierum plantarum, Tiflis, 10 de noviembre de 1802. En: Weber und Mohr, Beiträge. 1, Kiel 1805, pp. 41–75
- Descriptio novi plantarum generis. Nova Acta Acad. sci. Petrop. XIX, 1805. Hist.: 164—166
- Descriptio novae speciei Azaleae. Mem. Acad. Sci. Petersb. II, 1807—1808: 332—334
- Descriptiones plantarum minus cognitarum Sibiriae, praesertim orientalis, qua in itinere ann. 1805 et l806 observavit. Mem. Soc. Natur. Moscou. V 1817: 89-116; Nouv. Mem. Soc. Natur. Moscou. — III (IX) 1834: 231—252
- Relation abrégée d'un voyage à la mer glaciale, et découverte des restes d'un Mamouth. En: J. du Nord, XXXII, pp. 633, St. Petersbourg (1807) (lt. I. P. Tolmachoff: The Carcasses of the mammoth and rhinoceros found in the frozen ground of Siberia. En: Trans. of the American Philos. Society XXIII (1) 1929: I-74b, p. 72.  Título de la página con la información bibliográfica correcta)